# Salamanca (New York)
Pour les articles homonymes, voir Salamanca.

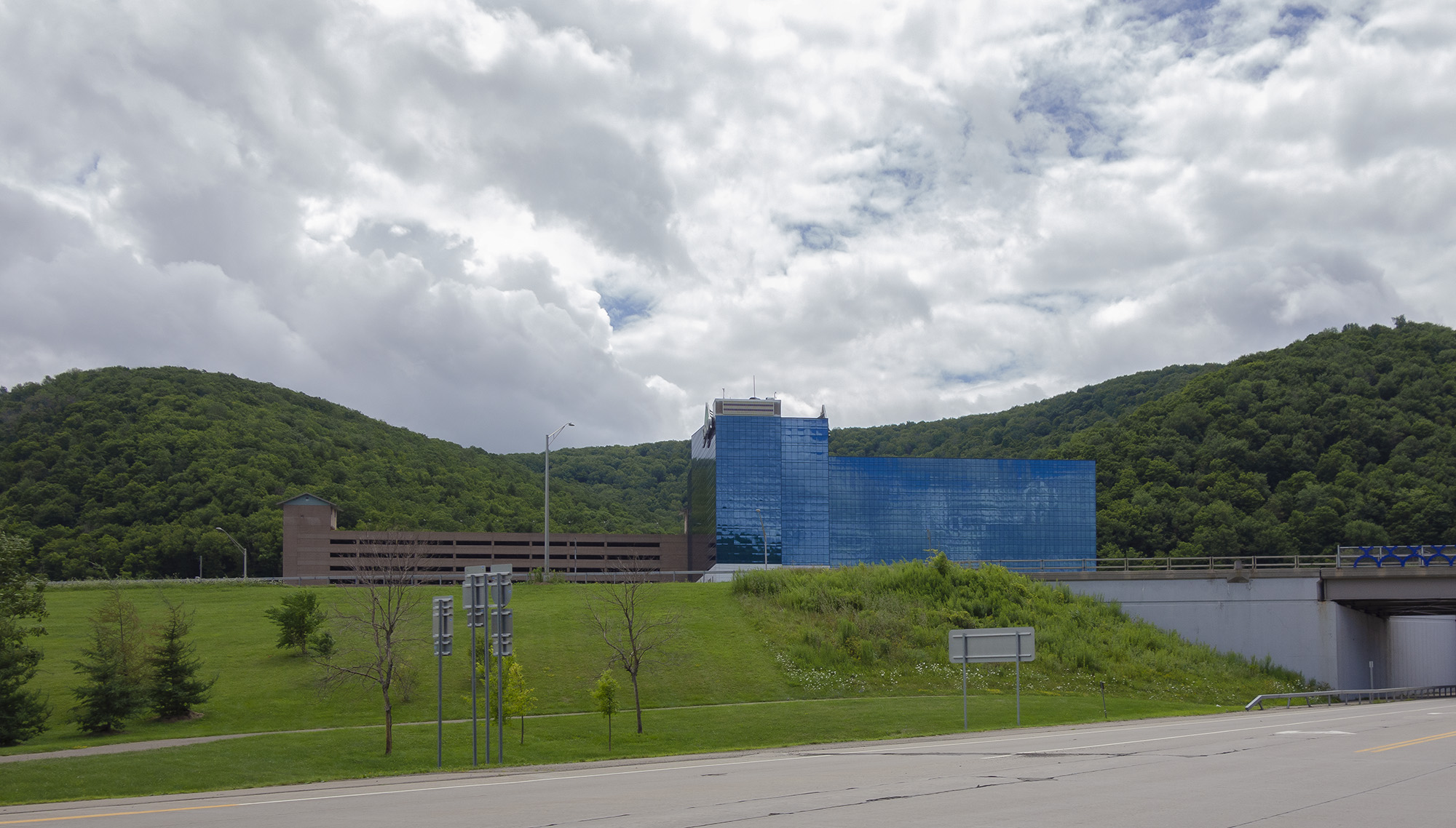
Casino de Seneca Allegany le long de la State Route 417 (août 2020)

Salamanca est une cité (city) située dans le comté de Cattaraugus, dans l’État de New York, aux États-Unis.